# Djävulens trädgård
Djävulens trädgård (eng. Garden of Evil) är en amerikansk westernfilm från 1954 i regi av Henry Hathaway, med Gary Cooper, Susan Hayward, Richard Widmark och Hugh Marlowe i rollerna.

## Handling
De tre männen Hooker (Gary Cooper), Fiske (Richard Widmark) och Luke Daly (Cameron Mitchell) är på väg till Kalifornen för att leta guld. Under färden stannar de i en liten mexikansk by. De tre männen och mexikanen Vicente anlitas av den desperata Leah Fuller (Susan Hayward) för att rädda hennes make John (Hugh Marlowe) som är fast i en guldgruva som ligger i ett område där indianerna är på krigsstigen.
Under den jobbiga resan slits det på sammanhållningen när männen blir intresserade av Leah. Gruppen anländer till gruvområdet och finner en skadad, men levande, John Fuller.
När de lämnar området blir de förföljda av apacheindianer. Till slut är bara Hooker, Fiske och Leah vid liv. Vid en smal punkt längs vägen drar männen kort för att se vem som ska stanna kvar och hålla borta indianerna medan de andra kan fly till säkerheten. Fiske "vinner" och lyckas hålla borta indianerna. Hooker återvänder för att prata med den döende Fiske, som uppmanar honom att slå sig ner med Leah.

## Rollista
| Gary Cooper      | – Hooker         |
| Susan Hayward    | – Leah Fuller    |
| Richard Widmark  | – Fiske          |
| Hugh Marlowe     | – John Fuller    |
| Cameron Mitchell | – Luke Daly      |
| Rita Moreno      | – Cantina Singer |